# 祭粢料
祭粢料（さいしりょう）とは天皇が物故者に対して下賜する金員。葬儀の際に下賜されるものは香典にあたる。

## 概要
「祭粢料」の本来の意味は神前にささげる供物のことである。
明治時代には、公務中に死亡した官吏・軍人や、幕末の動乱期に死亡した者に対して祭粢料の下賜が行われるようになった。元治元年（1864年）に死亡した中山忠光に対して明治3年（1870年）に祭粢料300両が下賜され、明治23年（1890年）の水戸行幸啓の際、江戸時代中に死亡した戸田忠太夫・藤田幽谷・藤田東湖・会沢正志斎・安島帯刀らに対して祭粢料200円が下賜されたように対象者が死亡してから期間が開いて下賜されることもある。
1875年（明治8年）の『賞牌従軍牌制定ノ件』（太政官布告第54号）を端緒に栄典制度が整備されると、勲一等（現在（2003年以降）の旭日大綬章）以上並びに文化勲章受章者の葬儀には天皇が金員を下賜することが規定された。なお、戦前は「祭粢料」のみならず勅使が派遣され、幣帛が下賜されるほか、軍隊から儀仗兵の派遣も行われた。
戦後は「祭粢料」と呼ばれる金員が「一定の基準があり、それに従って」「国家に功労があった者」に下賜される。旧勲一等以上の勲章ならびに文化勲章受章者、文化功労者、国会議員及び都道府県知事経験者、大使経験者などに文化庁などの所管官庁を通じて与えられることになった。天皇が公の場での悔やみを表明するため、公的な経費である「宮廷費」から支出している（宮内庁規定による）。一定の基準以上の者には「勅使」によって遺族のもとへ持参される。
現在「祭粢料」の金額は明らかにされていない。「天皇陛下」と書いた幅10センチ、長さ30センチの紙がそばに立てられ弔問客の目に付くように置かれる。